# نافيجاتور أوف ذا سيز
نافيجاتور أوف ذا سيز (بالإنجليزية: Navigator of the Seas)‏ هي سفينة سياحية مملوكة من قبل شركة رويال كاريبيان إنترناشيونال وهي السفينة الرابعة من فئة فوياجر، دخلت الخدمة في عام 2002.